# T'am e Guilass
O Gosto de Cereja é um filme franco-iraniano de 1997, dirigido pelo renomado cineasta Abbas Kiarostami. O filme ganhou a Palma de Ouro do Festival de Cannes do mesmo ano.

## Sinopse
Aos 50 anos o Sr.Badii, um homem de classe média que habita Teerã,  planeja um suicídio e procura alguém para ajudá-lo, ele cavara o túmulo nas montanhas, mas o assistente teria que enterrá-lo. Ele pede a um soldado curdo, a um seminarista afegão, mas todos se recusam por algum motivo. Finalmente, ele encontra um velho taxidermista turco que concorda em ajudá-lo.
Sr. Badii diz que está à procura de alguém para realizar uma incomum tarefa, mas que paga bem (200.000 tomans, o equivalente a  seis meses de trabalho). A tarefa seria: ir para um buraco em um determinado local, chamar seu nome duas vezes, se ele responder de volta, ajudá-lo a sair do buraco, e se ele não responder,  deitar 20 pás de terra em cima dele. Em outras palavras, o Sr. Badii fará tentativa de cometer suicídio e quer alguém para enterrá-lo se ele conseguir. Sr. Badii não está procurando qualquer um, mas alguém que pareça confiável, que precise do dinheiro, e possa ser compassivo para com o seu objectivo.
Como o Sr. Badii percorre as belas paisagens rurais quando sai de Teerã à procura de que alguém que o ajude, faz abordagens para decidir a localização precisa do buraco, para depois, abordar a questão sensível. Assim como ele tem sua própria moral razões para querer morrer, o Sr. Badii descobre que seu potenciais candidatos também têm suas próprias razões morais para ajudar ou não ajudá-lo.
Em resumo, A Taste of The Cherry é a história do último dia na vida de Sr. Badii. Ele está indo para o Teerã, onde ele quer encontrar alguém para enterrá-lo, após ele ter se matado. É um trabalho fácil, basta pá, um pouco de terra sobre ele e, além disso, é bem pago. Primeiro ele quer convencer um jovem soldado que não diz muito, sente-se mais e mais desconfortável e depois foge. O segundo homem é um seminarista, que dá uma palestra sobre o suicídio e culpa, mas não quer ajudar. O terceiro é um velho professor, que irá fazer o trabalho, mas que tenta convencer Badii que não é uma boa coisa a se fazer. Kurd tenta fazer Badii mudar sua atitude, e diz que o sabor da cereja o impediu do suicídio uma vez.

## "Gosto de Cereja"eAlbert Camus
Na linha narrativa do longa-metragem, é possível identificar certo pendor existencialista por parte de Kiarostami. Nesse aspecto, é possível traçar um paralelo com o filósofo franco-argelino Albert Camus.  O soldado, o seminarista e o taxidermista apresentados no desenrolar do enredo, tentam extrair de Baddi a "verdade" racional e/ou o  motivo do suicídio pretendido, sem no entanto lograr êxito. Sendo assim procuram eles mesmos formular respostas que se mostram vagas e até mesmo incomunicáveis, incapazes de responder ou sanar à angústia e a melancolia de Baddi. No ensaio O Mito de Sísifo, o ateu Camus faz uma abordagem parecida dos problemas relacionados à condição humana dos que resolvem terminar com a própria vida, afirmando que estes "retiram de si mesmo, o que tem de mais valioso" por sentirem-se perturbados pela ausência de uma verdade legítima (Deus) que justifique o universo, o que encontra eco na ode que Kiarostami faz a vida, apesar das dificuldades (e a impossibilidade) em solucionar os problemas formulados pelo homem em sua trajetória. A presença da melodia jazz de Louis Armstrong (St. James Infirmary) também alude a Camus, já que este faz uma menção célebre da canção em seu clássico romance A Peste (1947).
Tal visão, contrastante com a aceitação geral na filosofia islâmica, provavelmente pesou na decisão das autoridades iranianas de censurarem o longa, que circula clandestinamente no Irã.

## Prêmios
- Palma de Ouro no Festival de Cannes, 1997.